# Boris I.

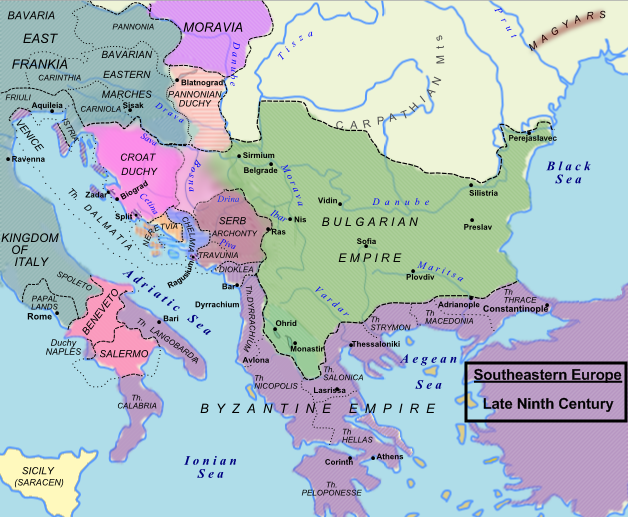
Územní rozsah Bulharska za Borisovy vlády

Boris I. († 907) byl bulharským knížetem vládnoucím v letech 852 až 889. Během jeho vlády bylo státním náboženstvím učiněno křesťanství.
Roku 864 se Boris spolu se svými velmoži nechal pokřtít a přijal titul knížete. Během šíření křesťanství v Bulharsku došlo ke sporu mezi římskou kurií a konstantinopolským patriarchátem o to, pod čí jurisdikci budou bulharské země spadat. Po různých peripetiích nakonec Bulharsko přijalo východní křesťanství z Byzance. Roku 888 se Boris rozhodl odejít do kláštera a přenechat knížecí stolec svému synovi Vladimírovi. Ten nebyl příliš schopným panovníkem a navíc se v zemi znovu pokusil zavést pohanskou víru. V té chvíli zasáhl Vladimírův nejmladší bratr Symeon, který přesvědčil otce, aby se načas vrátil z kláštera a pomohl mu Vladimíra svrhnout. To se Borisovi podařilo a poté, co na bulharský trůn nastoupil Symeon, opět odešel do ústraní kláštera, kde roku 907 zemřel.

## Život

### Mezinárodní postavení Bulharska na počátku Borisovy vlády
Boris usedl na trůn v pro Bulharsko obtížné mezinárodní situaci. Po připojení nových území v Makedonii se zhoršily vztahy mezi bulharskou říší a Byzancí, což vedlo ke kratší válce mezi lety 855 až 856, kterou bulharský chán prohrál. Navíc se na západě po rozpadu říše Karla Velikého utvořil nový stát – východofranská říše pod vládou Ludvíka Němce. Proti ní se Boris spojil s velkomoravským knížetem Rostislavem. Ani zde se nepodařilo chánovi dosáhnout úspěchu, naopak východofranský vládce proti němu vyslal chorvatského vévodu Trpimíra a bulharský vládce byl nucen uzavřít mír. Pravděpodobně někdy v této době dospěl Boris k názoru, že je potřeba přijmout křesťanství, aby si mezi křesťanskými státy získal potřebné spojence.
Protože se však chtěl vyhnout sílení byzantského vlivu ve své zemi, rozhodl se nejdříve navázat kontakt s Ludvíkem Němcem, jenž by mu poslal duchovní, kteří by zavedli v Bulharsku západní křesťanství. Hladomor v roce 863 ale donutil bulharské jednotky pořádat vpády na byzantské území, kde by Bulhaři mohli získat potřebné potraviny. Tomu učinila přítrž odvetná byzantská výprava, která chánovo vojsko porazila. V mírové smlouvě se pak chán zavázal přijmout křesťanství z Byzance.

### Christianizace Bulharska
Boris roku 864 přijal křesťanství z rukou byzantského biskupa. V zastoupení se jeho kmotrem stal sám byzantský císař Michael III., po kterém dostal Boris i křestní jméno. Odpor některých velmožů především prabulharského původu, jenž se proti němu vytvořil, zlomil Boris tak, že nechal povraždit na padesát příslušníků prabulharské aristokracie. Tím se otevřel přístup k vyšším postům šlechtě slovanské, čímž byla asimilace turkických Bulharů ve slovanském prostředí téměř završena. Změna ve státě se projevila i v panovníkově titulu, protože Boris se místo chána od nynějška zval po slovanském způsobu kníže.
Christianizace Bulharska ale postupovala velmi pomalu, vzhledem k používání řečtiny jako liturgického jazyka, jemuž většina obyvatelstva nerozuměla. Postupem času navíc dospěl kníže k názoru, že patriarcha chce příliš zasahovat do bulharských záležitostí a omezit tak bulharskou samostatnost. Obrátil se proto na papeže Mikuláše I. a východofranského krále Ludvíka Němce, zda by mu nemohli poslat duchovní, kteří by v Bulharsku šířili křesťanskou víru. Zároveň žádal, aby byla bulharské církvi zajištěna samostatnost tím, že bude jmenován bulharský patriarcha. Papež na tuto žádost odpověděl tím, že autonomní církevní provincie může být v Bulharsku vytvořena až poté, co se zde křesťanství dostatečně rozšíří.
Záhy do Bulharska přišli duchovní vyslaní Ludvíkem Němcem, aby zde šířili novou víru. Na to ostře zareagoval byzantský císař Michael a vyslovil proti bulharskému počínání protest. Boris na to odpověděl vyhnáním řeckých duchovních z Bulharska. Vztah s Římem přesto dlouho nevydržel, protože nový papež Hadrián II. nadále odmítal jmenovat alespoň arcibiskupa, který by z Bulharska učinil autonomní církevní provincii. Boris se proto opět obrátil do Konstantinopole, kde během 4. konstantinopolského koncilu východní patriarchové roku 870 rozhodli, že se má Bulharsko podřídit jurisdikci konstantinopolského patriarchy. Ten poté jmenoval arcibiskupa, takže se Bulharsko dočkalo církevní samostatnosti.
Autonomie bulharské církve se dále prohloubila přijetím Metodějových žáků vyhnaných z Velké Moravy mezi lety 885 až 886. Ti zde zavedli jako liturgický jazyk staroslověnštinu, která záhy vytlačila řečtinu a stala se i literárním jazykem bulharské říše. Písmo určené k zápisu staroslověnštiny, cyrilice, se v Bulharsku s určitými obměnami používá dodnes.

### Konec života
Roku 888 se Boris rozhodl, že odejde do kláštera, a vládu předal svému nejstaršímu synovi Vladimírovi. Vladimír však nebyl příliš schopný vládce, navíc se rozhodl obnovit pohanství a začal pronásledovat křesťany. Tomu učinil přítrž Borisův nejmladší syn Symeon, který přesvědčil Borise, aby se načas vrátil z kláštera a pomohl mu Vladimíra svrhnout. To se skutečně podařilo, Symeon se stal novým bulharským knížetem a Boris opět odešel do kláštera, kde roku 907 zemřel.